# Amy Chua
Amy L. Chua (phồn thể: 蔡美兒; giản thể: 蔡美儿; Hán-Việt: Thái Mỹ Nhi; bính âm: Cài Měi'ér, sinh ngày 26 tháng 10 năm 1962) là giáo sư luật khoa tại Trường Luật Yale. Bà bắt đầu làm việc tại Yale năm 2001 sau khi dạy tại Trường Luật Duke. Trước khi bắt đầu dạy học, bà là luật sư làm tại hãng Cleary, Gottlieb, Steen & Hamilton. Bà chuyên nghiên cứu về giao dịch thương mại quốc tế, luật pháp và phát triển, xung đột chủng tộc, toàn cầu hóa và luật pháp. Từ tháng 1 năm 2011, bà được biết tới nhiều vì cuốn sách Chiến ca mẹ hổ (Battle Hymn of the Tiger Mother), viết về kinh nghiệm giáo dục con cái.

## Tiểu sử

### Thời niên thiếu
Chua được sinh ra ở Champaign, Illinois. Cha mẹ bà là người Hoa ở Philippines mà đã di cư sang Hoa Kỳ. Ở nhà bà được dạy nói tiếng Mân Nam chứ không phải tiếng quan thoại. Tổ tiên của bà xuất phát từ vùng Phúc kiến, miền Đông Nam của Trung Quốc. Cha bà, ông Leon O. Chua, là một giáo sư điện tử và công nghệ thông tin tại đại học California, Berkeley. Mẹ của bà Amy sinh năm 1936 tại Trung Quốc, trước khi theo gia đình sang Philippines vào lúc 2 tuổi. Sau đó bà đổi theo đạo Thiên chúa giáo và tốt nghiệp với bằng kỹ sư hóa học tại đại học Santo Tomas,
Bà được dạy dỗ theo đạo Công giáo và sống ở West Lafayette, Indiana. Khi được 8 tuổi thì đã theo gia đình dọn về Berkeley, California. Sau khi Chua lấy được bằng cử nhân kinh tế tại Harvard College vào 1984, bà được bằng tiến sĩ vào năm 1987 của Harvard Law School, nơi bà làm chủ bút tờ Harvard Law Review.

## Những sách đã viết
Chua đã viết 3 cuốn sách: 2 cuốn nghiên cứu về quan hệ quốc tế và một về hồi ký. 
- World On Fire: How Exporting Free Market Democracy Breeds Ethnic Hatred and Global Instability. 2002. Doubleday. ISBN 978-0385512848

Xem xét về xung đột các sắc dân xảy ra trong nhiều xã hội vì không cân xứng trong các ảnh hưởng về kinh tế và chính trị của một nhóm nhỏ chi phối thị trường đưa tới sự phẫn uất của một đại đa số nghèo khó. Cuốn sách bán rất chạy này của New York Times được tờ The Economist chọn là một trong những quyển sách hay nhất trong năm 2003, và được tờ The Guardian cho là một trong những cuốn sách chính trị đáng đọc nhất trong năm 2003". World on Fire nghiên cứu ảnh hưởng của toàn cầu hóa và dân chủ hóa từ năm 1989 tới quan hệ giữa nhóm nhỏ thống trị thị trường và đại đa số quần chúng.
- Day of Empire: How Hyperpowers Rise to Global Dominance--and Why They Fall. 2009. Anchor. ISBN 978-1400077410

Xem xét 7 đế quốc và khẳng định là sự thành công của họ là nhờ vào sự khoan dung đối với những thiểu số.
- Battle Hymn of the Tiger Mother (Nhật. 2011. Penguin Books. ISBN 978-0143120582

Một hồi ký mà đã đưa đến một cuộc tranh luận của các bậc cha mẹ toàn cầu về lối giáo dục nghiêm khắc của bà (Mẹ hổ).

### Đời sống cá nhân

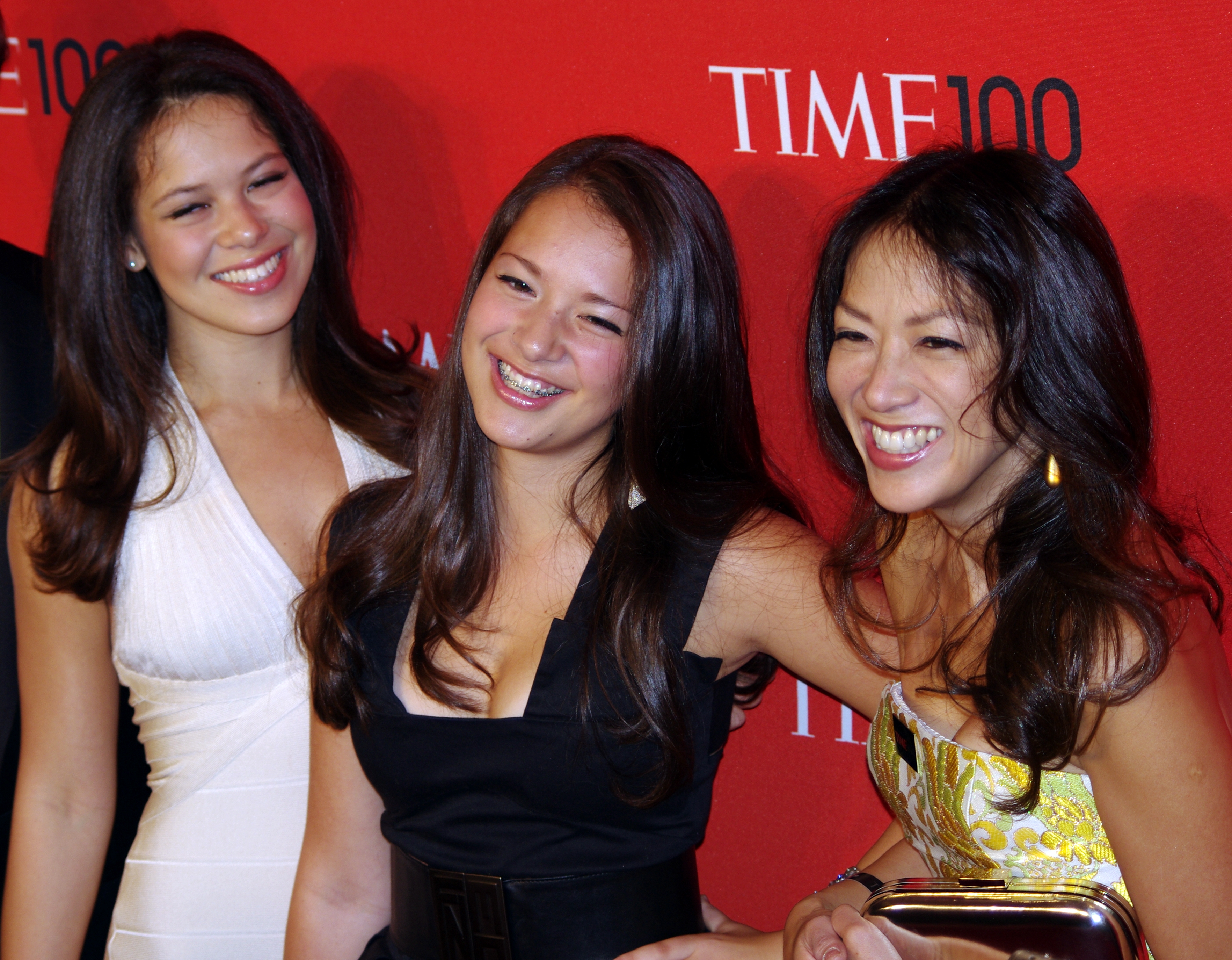
Chua và 2 cô con gái tại hội Time 100 2011

Chua sống ở New Haven, Connecticut là vợ của giáo sư Yale Law School Jed Rubenfeld. Bà có hai người con gái, Sophia và Louisa ("Lulu"). Chua, mà chồng là người gốc Do thái, chứng nhận rằng hai con của bà nói được tiếng Tàu, và được "dạy dỗ kiểu do thái". Bà là người lớn tuổi nhất trong 4 chị em: Michelle, Katrin, và Cynthia. Katrin là một bác sĩ và giáo sư tại Stanford University School of Medicine. Cynthia, bị bệnh hội chứng Down, đoạt được 2 huy chương vàng thế vận hội đặc biệt về bơi lội.